# L'àguila
L'àguila (xinès simplificat: 鹰, pinyin: Yīng) és un curtmetratge d'animació de la Xina, escrit per Zhong Quan i Ai Wen, dirigit per Zhong Quan, i produït per l'estudi de cinema de Changchun el 1987.
Va ser doblat en valencià i emés per Canal Nou el 7 de maig de 1994.

## Sinopsi
La pel·lícula relata la història d'una àguila criada a les muntanyes per un ancià, que mai caça animals febles, sinó que s'atreveix a lluitar quan es troba amb un enemic fort; i la seua contraposició amb un grup d'àguiles criades pel rei, que només lluiten contra els febles.